# 121505 Andrewliounis
121505 Andrewliounis este o planetă minoră (asteroid), cu un diametru de 3,285 km, din centura de asteroizi. A fost descoperită pe 1 octombrie 1999 la Catalina Station⁠(d) de Catalina Sky Survey. 
Obiectul prezintă o orbită caracterizată de o semiaxă mare de 2,7956441133236 UAi, o excentricitate de 0,08, o înclinație de 4,5 ° în raport cu ecliptica.